# Euploea servillei
Euploea servillei är en fjärilsart som beskrevs av Moore 1883. Euploea servillei ingår i släktet Euploea och familjen praktfjärilar. Inga underarter finns listade i Catalogue of Life.